# Horisme labeculata
Horisme labeculata là một loài bướm đêm trong họ Geometridae.